# 調査統計部
大臣官房調査統計グループ（だいじんかんぼうちょうさとうけいグループ）は、中央省庁である経済産業省の内部部局である大臣官房の中の組織。2011年7月1日に、経済産業政策局調査統計部から大臣官房調査統計グループに変わった。産業に関する統計などを所管する。

## 所掌業務
経済産業省組織令第三条では、以下の事務を大臣官房の所掌事務と定めている。
1. 経済産業省の所掌事務に関する統計に関する事務の総括に関すること。
2. 商鉱工業に関する統計調査に関すること。
3. 経済産業省の所掌事務に関する統計調査の結果の総合的解析に関すること。

## 組織
- 調査統計審議官
- 参事官（総合調整担当）
- 統計企画室
- 統計情報システム室
- 広報・国際室
- 経済解析室
- 構造統計室
- 統括統計官
- 鉱工業動態統計室
- サービス動態統計室
- 企業統計室